# Connantre

Connantre este o comună în departamentul Marne, Franța. În 2009 avea o populație de 1,063 de locuitori.